# Coloradokever
De coloradokever (Leptinotarsa decemlineata) is een kever die behoort tot de familie van de bladkevers (Chrysomelidae). De kever wordt ongeveer een centimeter lang en lijkt door zijn bolle en ronde lichaam wat op een lieveheersbeestje. Het onderscheid is dat de coloradokever vijf zwarte strepen heeft op elk van de dekschilden, die verder een geel tot geeloranje kleur hebben. De coloradokever voedt zich uitsluitend met bladeren en bloemen van planten uit de nachtschadefamilie. De kever overwintert onder de grond en in de lente leggen de vrouwtjes honderden eitjes. Hoewel de kevers en hun larven giftig zijn, hebben ze in hun oorspronkelijke verspreidingsgebied verscheidene natuurlijke vijanden.
De soort kwam oorspronkelijk alleen voor in zuidelijk Noord-Amerika. Vanaf 1850 is de coloradokever meegereisd met de aardappelplant, toen die over een groot deel van de wereld verspreid raakte. In 1876 werd de Amerikaanse oostkust bereikt en na de Eerste Wereldoorlog kreeg de kever vaste voet aan de grond in Europa. Inmiddels omvat het verspreidingsgebied zo'n acht miljoen vierkante kilometer in Noord-Amerika en zes miljoen in Europa, Azië en Noord-Afrika. Biologen verwachten dat het verspreidingsgebied zich verder zal uitbreiden in gebieden in Azië, Afrika en in gematigde delen van het zuidelijk halfrond.
In nieuw gekoloniseerde gebieden komen geen vijanden voor, waardoor de coloradokever zich daar zeer snel kan vermenigvuldigen. De kevers kunnen in deze gebieden een geduchte plaag vormen voor onder andere de aardappelteelt. Met name de larven zijn erg vraatzuchtig en kunnen aardappelvelden geheel ontbladeren. Men heeft op uiteenlopende manieren getracht om de kevers uit te roeien, bijvoorbeeld door natuurlijke vijanden van de coloradokever te introduceren en door het leger, kinderen en werklozen in te zetten om de insecten te verzamelen en te vernietigen, maar deze pogingen hebben zonder uitzondering gefaald.

## Naamgeving en taxonomie

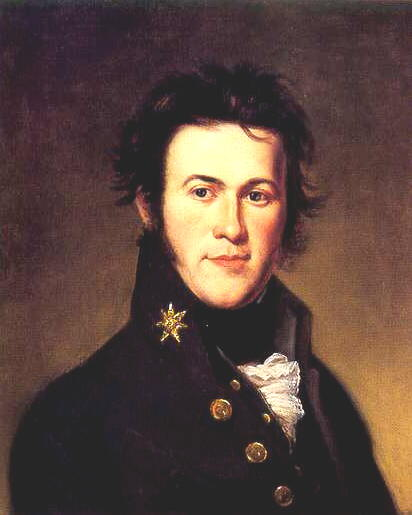
Thomas Say

De wetenschappelijke naam van de soort werd, samen met de eerste beschrijving, in 1824 als Doryphora 10-lineata gepubliceerd door Thomas Say. Say was een insectenkundige die tijdens een wetenschappelijke expeditie in opdracht van de Amerikaanse overheid onderzoek deed naar de insecten in het gebied ten oosten van de Rocky Mountains. In 1865 plaatste Carl Stål de soort in het geslacht Chrysomela omdat hij Doryphora vanaf 1862 als een synoniem van Chrysomela beschouwde. Stål plaatste overigens in dezelfde publicatie ook Leptinotarsa in de synonymie van Chrysomela. Ståls synonymie kreeg niet veel navolging; de meeste entomologen bleven de twee geslachten onderscheiden. Niet lang daarna werd de soort naar het geslacht Leptinotarsa verhuisd.
De soortnaam decemlineata is uit het Latijn afkomstig en betekent 'tienstrepig' (decem lineatus), en verwijst naar de tien donkere lengtestrepen op de dekschilden van de kever.
De Nederlandstalige naam 'coloradokever' slaat op de Amerikaanse staat Colorado. Men dacht lange tijd dat de kever hier oorspronkelijk vandaan kwam, maar in werkelijkheid kwam de soort zuidelijker voor. De naam coloradokever was echter ingeburgerd en wordt ook in de Engelse taal gebruikt. Andere Engelstalige namen zijn 'ten striped spearman', 'Colorado potato beetle' en 'potato bug'. Deze laatste naam is wat verwarrend, want met 'bugs' worden meestal wantsen aangeduid en dit is een andere groep van insecten. In het Frans en het Spaans wordt vaak de naam 'doríphore / dorífora' gebruikt, een verwijzing naar het geslacht Doryphora waarin de soort aanvankelijk werd geplaatst, en waarnaar ook het Engelstalige 'spearman' nog verwijst. In het Spaans en Duits wordt de soort ook wel aardappelkever genoemd; respectievelijk 'escarabajo de la patata' en 'kartoffelkäfer'.
De coloradokever behoort tot de familie bladkevers (Chrysomelidae), een familie van zo'n 37.000 soorten bladetende kevers.

## Uiterlijke kenmerken

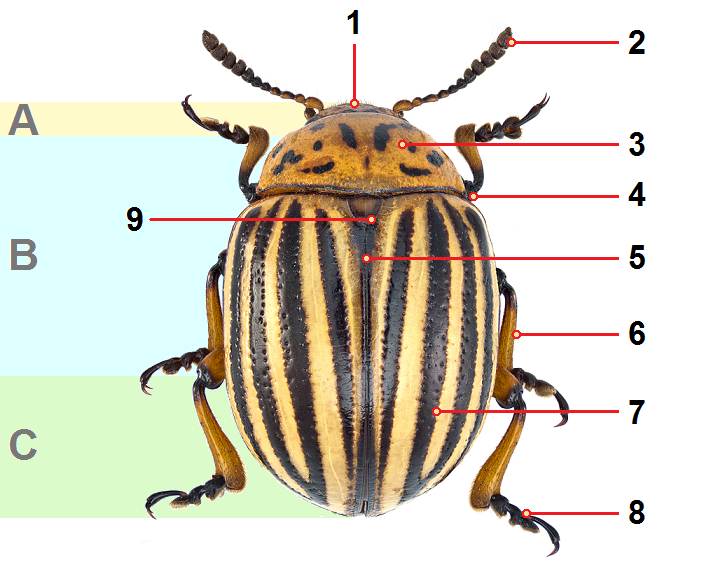
De belangrijkste lichaamskenmerken

De coloradokever bereikt een lichaamslengte van 8,8 tot 11,3 millimeter en een breedte van ongeveer zeven millimeter. Het lichaam heeft van bovenaf gezien een ovale omtrek en is zoals de meeste bladkevers opvallend bolrond en dik. De lichaamskleur is geel tot geelbruin of -oranje.
De kop is oranjegeel van kleur en ligt verscholen onder het kopschild, dat ter bescherming dient. De ogen zijn zwart en langwerpig. De antennes en palpen (tasters) zijn gesegmenteerd. De antennes zijn korter dan het lichaam. Het uiteinde van de maxillaire palp is cilindrisch en korter dan het voorafgaande segment.
Het borststuk draagt aan de onderzijde drie paar poten en wordt aan de bovenkant beschermd door het halsschild of pronotum aan de voorzijde en de dekschilden of elytra aan de achterzijde. De dekschilden bedekken ook het gehele achterlijf. De drie lichaamsdelen van de kever (kop, borststuk en achterlijf) zijn dus niet direct te onderscheiden vanaf de bovenzijde. Onder de dekschilden is het achterlijf bruin van kleur en het borststuk heeft een zwarte kleur. Hoewel de dekschilden ook wel voorvleugels worden genoemd, zijn ze stijf en dik en kunnen ze niet worden gebruikt om mee te vliegen. Onder de dekschilden zijn de achtervleugels gelegen die dun en vliezig zijn. Deze achtervleugels hebben een donkerrode kleur en komen alleen tevoorschijn als de kever zijn dekschilden optilt om te vliegen.
Op ieder dekschild zijn vijf zwarte lengtestrepen aanwezig, dus tien in totaal. Ook de middennaad waar de dekschilden tegen elkaar aan liggen is zwart van kleur. De eerste streep ligt dicht tegen de buitenrand van het dekschild, de tweede streep is duidelijk korter dan de eerste. De derde en vierde streep komen samen aan de achterzijde van het dekschild. De vijfde streep ten slotte is dicht bij de middennaad op de bovenzijde gelegen. Langs de zwarte lijnen zijn kleine, in onregelmatige rijen gelegen putjes aanwezig die met het blote oog moeilijk zijn te zien. Op het halsschild zijn onregelmatige zwarte vlekjes aanwezig, meestal zijn het er veertien.
De poten zijn vrij lang. Ze kunnen onder het achterlijf worden geborgen, maar blijven – in tegenstelling tot bij lieveheersbeestjes bijvoorbeeld – dan wel nog zichtbaar. De poten zijn oranjebruin van kleur, aan het einde van de dij is een zwarte vlek aanwezig. De uiteinden van de poten worden klauwtjes of tarsi genoemd en bestaan bij ieder potenpaar uit vijf segmenten. De tarsi van mannetjes en vrouwtjes zijn niet geheel identiek. De haartjes op de tarsi van de mannetjes zijn speciaal aangepast om zich vast te haken aan de dekschilden van een vrouwtje. De tarsi van vrouwtjes zijn meer geschikt om zich aan de bladeren van voedselplanten te hechten.

### Onderscheid met andere soorten

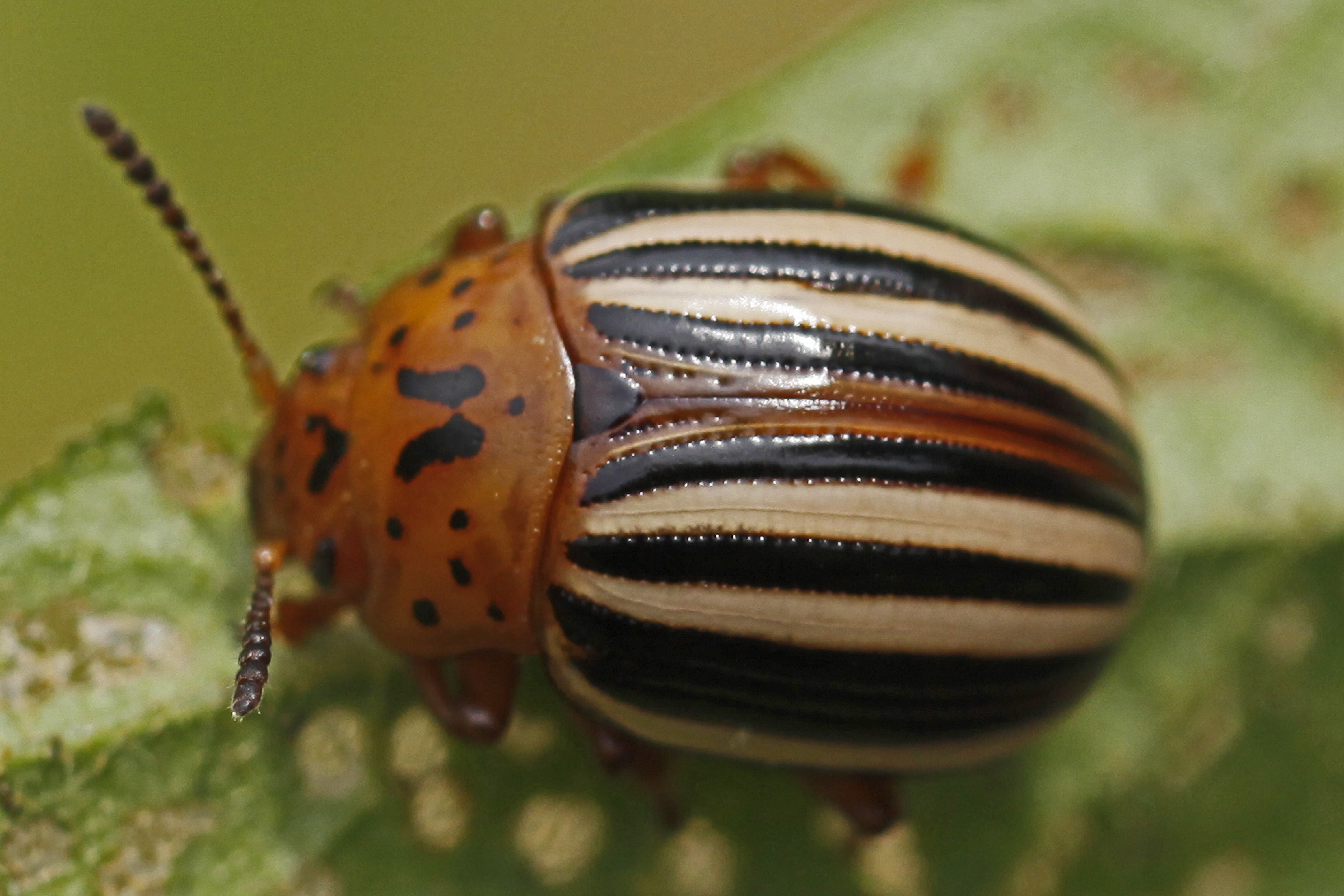
Leptinotarsa juncta

De coloradokever is door zijn gele kleur, bolle lichaam en gestreepte dekschilden alleen te verwarren met andere soorten uit het geslacht Leptinotarsa. De meeste soorten binnen dit geslacht zijn eenvoudig te onderscheiden zoals Leptinotarsa rubiginosa, die helderrode dekschilden heeft. De soort Leptinotarsa haldemani heeft een donkere, metalige blauwe tot groene kleur en is niet gestreept. Leptinotarsa juncta heeft wel ongeveer dezelfde kleuren maar is toch makkelijk te herkennen: deze kever heeft behalve zwarte strepen op de dekschilden ook drie bruine strepen. De soort Leptinotarsa texana ten slotte heeft een lichtere streep aan de zijde van de middennaad en deze naad heeft vaak de kleur van de dekschilden.

## Verspreiding en habitat

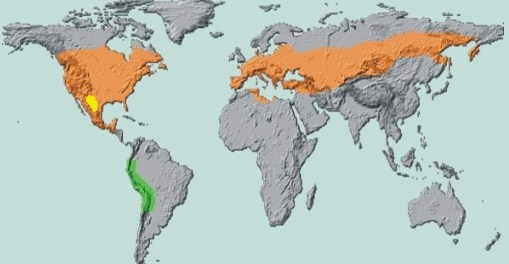
Oorspronkelijke verspreiding
Oorsprong van de aardappelplant
Huidig verspreidingsgebied

### Oorspronkelijke situatie
De kever kwam oorspronkelijk voor in delen van New Mexico (VS) in het noorden tot grofweg Coahuila (Mexico) in het zuiden. Dit verspreidingsgebied besloeg de oostelijke delen van de Rocky Mountains, waar de kever vrijwel uitsluitend leefde op zijn waardplant, de stekelnachtschade (Solanum rostratum). De aardappelplant, die oorspronkelijk groeide langs de westkust van noordelijk Zuid-Amerika, behoort tot hetzelfde geslacht en is er dus nauw aan verwant.
De aardappel kwam niet voor in de streken waar de kever leefde, tot de mens op grote schaal aardappelen ging verbouwen in Noord-Amerika. De aardappelvelden werden eerst in het oosten van de VS geplant, en later werden westwaarts steeds meer aardappelvelden aangelegd. Rond 1850 begonnen de aardappelvelden het natuurlijke verspreidingsgebied van de coloradokever te overlappen. De aardappel bleek voor de kever geschikt als voedsel, waardoor deze zich oostwaarts over de aardappelvelden kon verspreiden.

### Noord-Amerika

Migratie binnen Noord-Amerika

De kevers verspreiden zich niet alleen door van plant naar plant te vliegen maar worden ook massaal door de wind meegevoerd. In 1859 werd de kever voor het eerst op aardappelplanten ontdekt in de staat Nebraska, in het middenwesten. Later werd de soort ook in het nog noordelijker gelegen South Dakota aangetroffen. In 1872 bereikten de kevers de staat New York en in 1876 werd de Amerikaanse oostkust bereikt. De kevers hadden op dat moment hun verspreidingsgebied 2500 kilometer in oostelijke en 600 kilometer in noordelijke richting uitgebreid.

### Europa

Migratie binnen Europa (1921 - 1964)

In 1877 werd de kever voor het eerst vanuit de Amerikaanse staat Colorado naar Europa gebracht. Beginnende haarden in Engeland en Duitsland in de omgeving van havens werden steeds uitgeroeid. Rond 1900 werden de kevers per ongeluk met zakken aardappelen ingevoerd in Duitsland.
Decennialang lukte het in Europa om de kevers te isoleren en uit te roeien totdat de coloradokever in 1922 werd aangetroffen in Le Taillan-Médoc, in het Franse departement Gironde. De kever was naar alle waarschijnlijkheid meegekomen met voedseltransporten vanuit de VS naar de havens van Bordeaux en Pauillac. Deze transporten waren begonnen in 1917, toen Amerikaanse troepen gingen meevechten in de Eerste Wereldoorlog en hadden jaren aangehouden. Toen de kever in 1922 ontdekt werd, had deze zich in de tussentijd verspreid over een oppervlakte van 250 vierkante kilometer. Pogingen om de insecten te bestrijden met loodarsenaat mislukten. Ook een vervoersverbod voor aardappelen, aubergines en tomaten mocht niet baten. De coloradokever verspreidde zich vanuit de Gironde met een snelheid van 50 kilometer per jaar en veroverde in 40 jaar geheel Europa.

#### België en Nederland
Op zijn tocht door het continent bereikte de kever in 1935 België, waar werd getracht met inschakeling van schoolkinderen en soldaten de kevers te verzamelen en te vernietigen. In 1938 veroorzaakte de coloradokever ernstige schade in België.
In Nederland werd de kever voor het eerst in 1937 levend gevonden, in Baarlo (Limburg). In 1938 waren er ten zuiden van de Maas 161 gemeenten met 607 vindplaatsen bekend. Er is nog geprobeerd de kever uit te roeien door de kevers met man en macht te verzamelen en met gif te bestrijden, maar dit is niet gelukt. Het aantreffen van een coloradokever moest worden gemeld bij de toenmalige Plantenziektenkundige Dienst.

### Huidige situatie
Het huidige verspreidingsgebied is enorm en beslaat zo'n acht miljoen vierkante kilometer in Noord-Amerika en zes miljoen in Europa, Azië en Noord-Afrika. Recentelijk is de soort aangetroffen in China en Iran. Biologen vermoeden dat de kever zich in de toekomst verder zal verspreiden in delen van Azië waar de soort nu nog niet voorkomt, zoals Korea en Japan. Ook zal de kever zich mogelijk in de warmere gebieden op het zuidelijk halfrond manifesteren.
In Canada is de kever aangetroffen in de staten Alberta, Brits-Columbia, Manitoba, New Brunswick, Nova Scotia, Ontario, Prince Edward Island, Québec en Saskatchewan. De kever komt binnen de Verenigde Staten in vrijwel alle staten voor.
In Azië en het Arabisch Schiereiland is de soort waargenomen in de landen Armenië, Azerbeidzjan, China, Georgië, Irak, Iran, Kazachstan, Kirgizië, Oezbekistan, Tadzjikistan, Turkije en Turkmenistan.
In Midden-Amerika komt de soort voor in Cuba en Guatemala. Vroeger is de kever ook in Costa Rica waargenomen maar is er tegenwoordig verdwenen. In Afrika is een waarneming gemeld uit Libië maar dit betreft waarschijnlijk een vergissing.
In Europa is de kever te vinden in Albanië, Andorra, Belarus, België, Bosnië en Herzegovina, Bulgarije, Duitsland, Estland, Finland, France, Griekenland, Hongarije, Italië, Kroatië, Letland, Litouwen, Luxemburg, Moldavië, Nederland, Noord-Macedonië, Oekraïne, Oostenrijk, Polen, Portugal, Roemenië, Rusland, Servië, Slowakije, Slovenië, Spanje, Tsjechië, en Zwitserland. De kever had zich vroeger ook verspreid in de landen Denemarken, Groot-Brittannië (Engeland, de Kanaaleilanden en Wales) en ten slotte in Zweden, maar is hier overal uitgeroeid.

### Habitat
Opmerkelijk is dat de coloradokever in tegenstelling tot de meeste insecten niet gebonden is aan een bepaalde habitat. Ook het klimaat van een gebied speelt nauwelijks een rol voor de kever. Zowel in woestijnachtige gebieden in zuidelijk Noord-Amerika als in koele streken in Canada kan de soort worden aangetroffen. De larven en eieren van de coloradokever kunnen niet tegen vorst en in landen waar de bodem regelmatig bevriest zal de kever niet in staat zijn zich te handhaven. De enige voorwaarde waar een gebied daarnaast aan moet voldoen om coloradokevers te laten overleven is de aanwezigheid van aardappelplanten.

## Voortplanting en ontwikkeling
De kevers ontwaken in de lente uit hun ondergrondse winterslaap; in België en Nederland gebeurt dit vanaf april. Ze gaan direct op zoek naar aardappelplanten en als deze niet in de buurt zijn leggen ze vele kilometers af op zoek naar voedsel. Mannetjes vliegen vervolgens uit op zoek naar een partner terwijl vrouwtjes vooral gaan zoeken naar voedselplanten voor het nageslacht, en de mannetjes afwachten. De vrouwtjes worden niet visueel gelokaliseerd maar op reuk doordat de mannetjes zoeken naar geurstoffen die door waardplanten worden uitgescheiden. Het mannetje zit tijdens de paring op het vrouwtje terwijl ze aan de achterzijde contact maken. De vrouwtjes paren met meerdere mannetjes gedurende het jaar, maar de paring in de lente bevrucht de meeste eitjes.
De kever kan jaarlijks vele honderden eitjes afzetten op planten. In Nederland en België komt meestal slechts één generatie voor, maar in andere delen van de wereld kunnen zich twee of drie generaties ontwikkelen. Onder gunstige omstandigheden zoals hogere temperaturen en voldoende voedselaanbod kunnen de larven van de coloradokever zich binnen twee tot drie weken ontwikkelen van jonge larve tot pop. Een enkele kever kan zo in één seizoen voor duizenden nakomelingen zorgen.

Afbeeldingen: Voortplantingsstadia
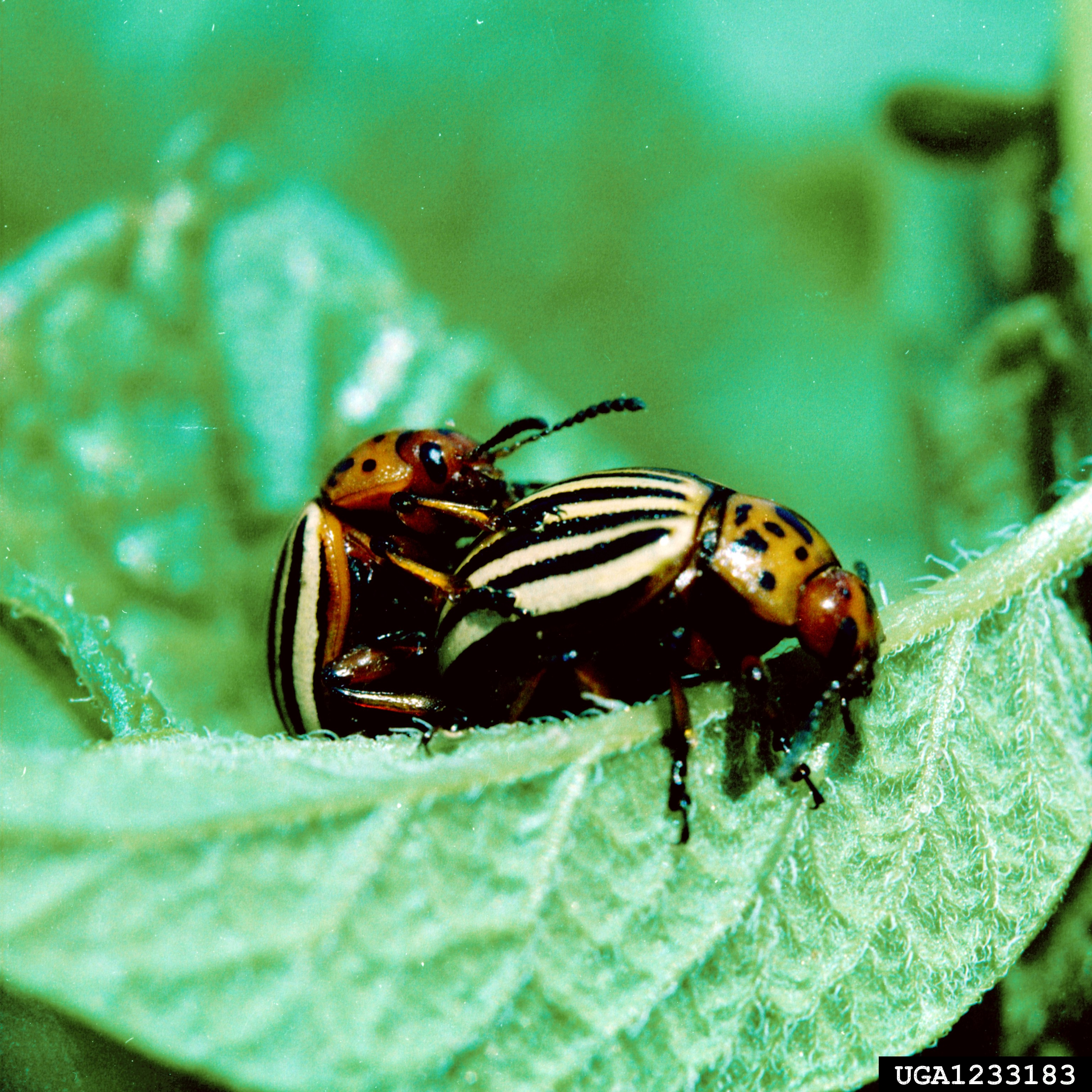
Paring
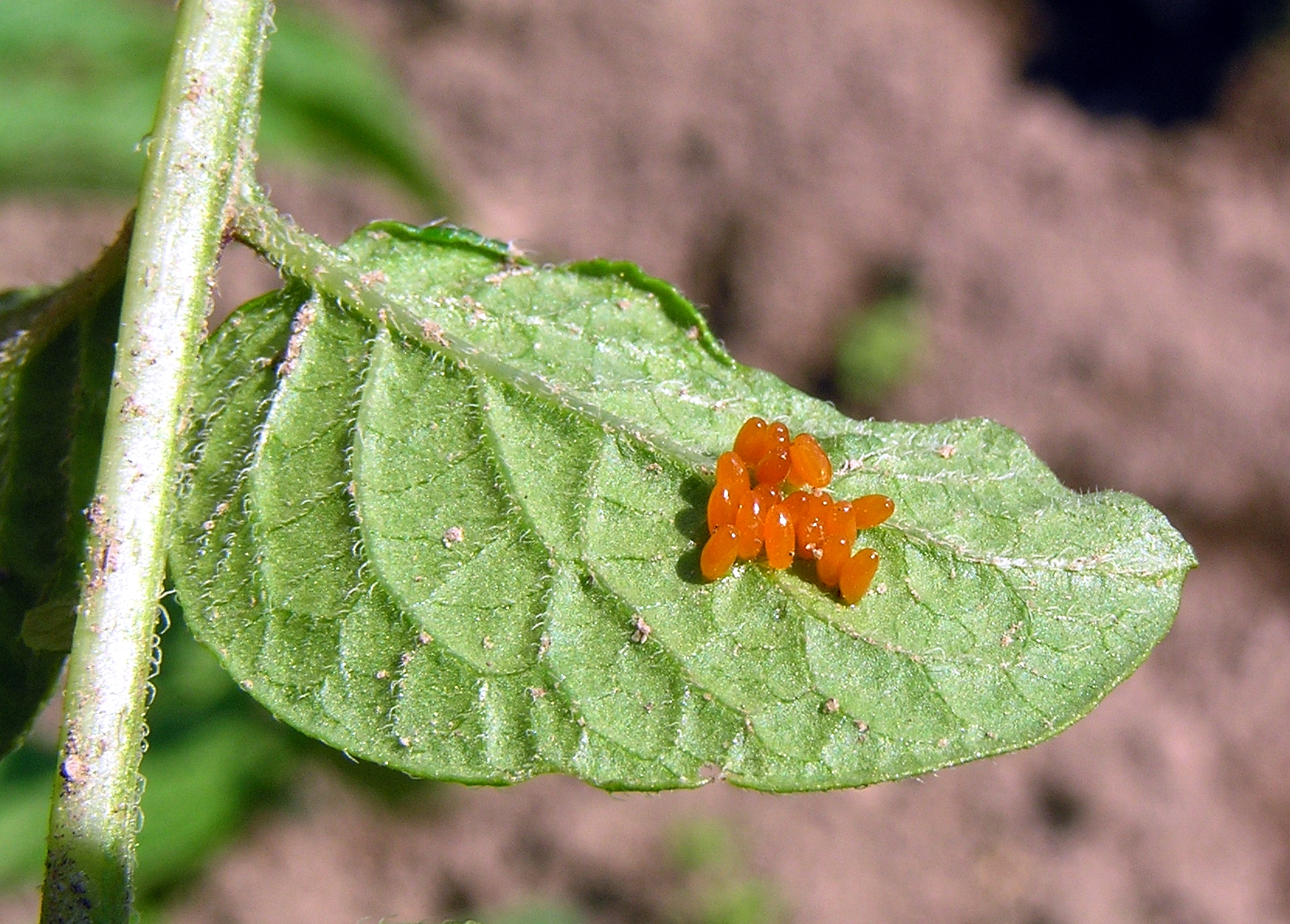
Eieren
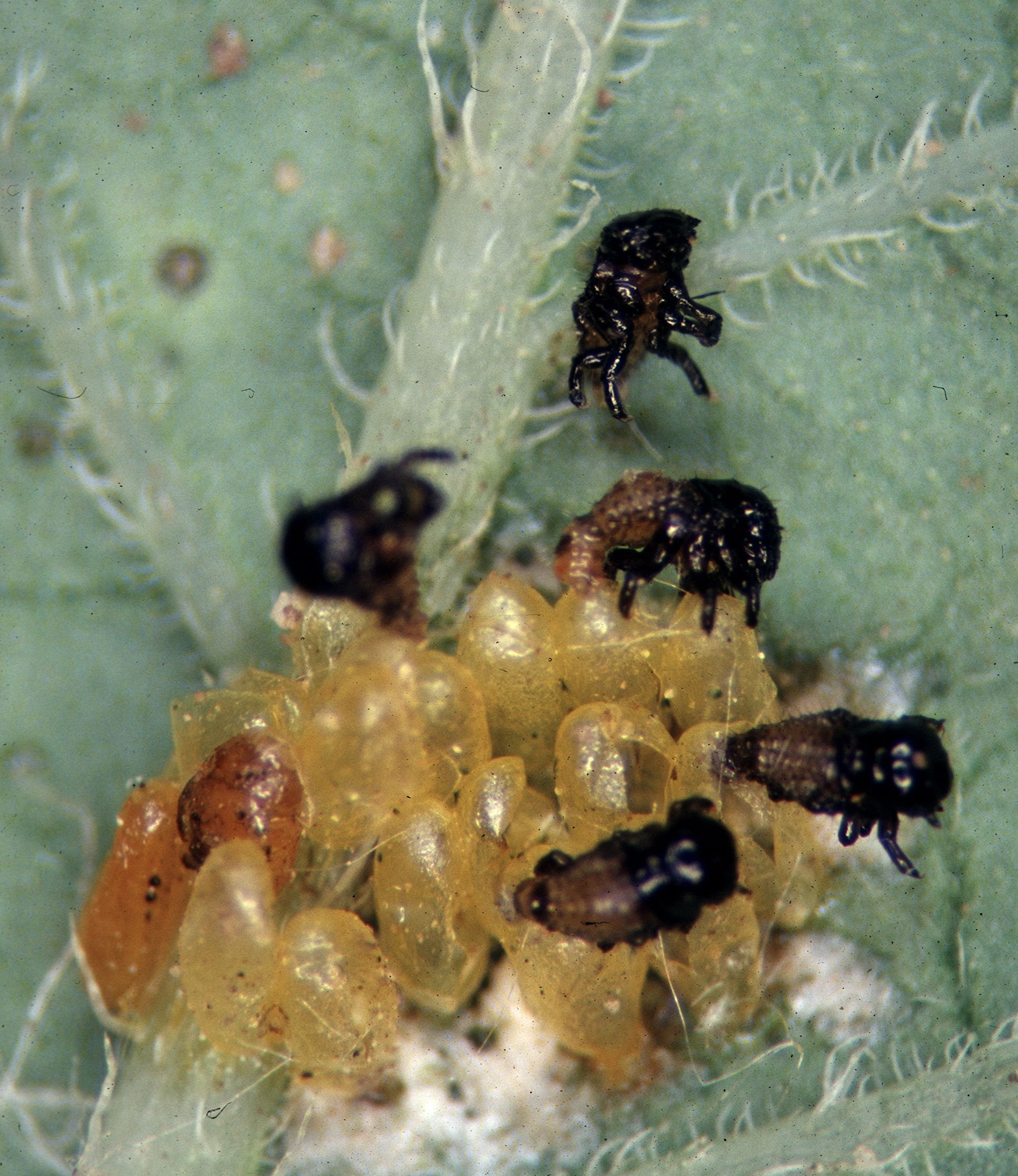
Jonge larven
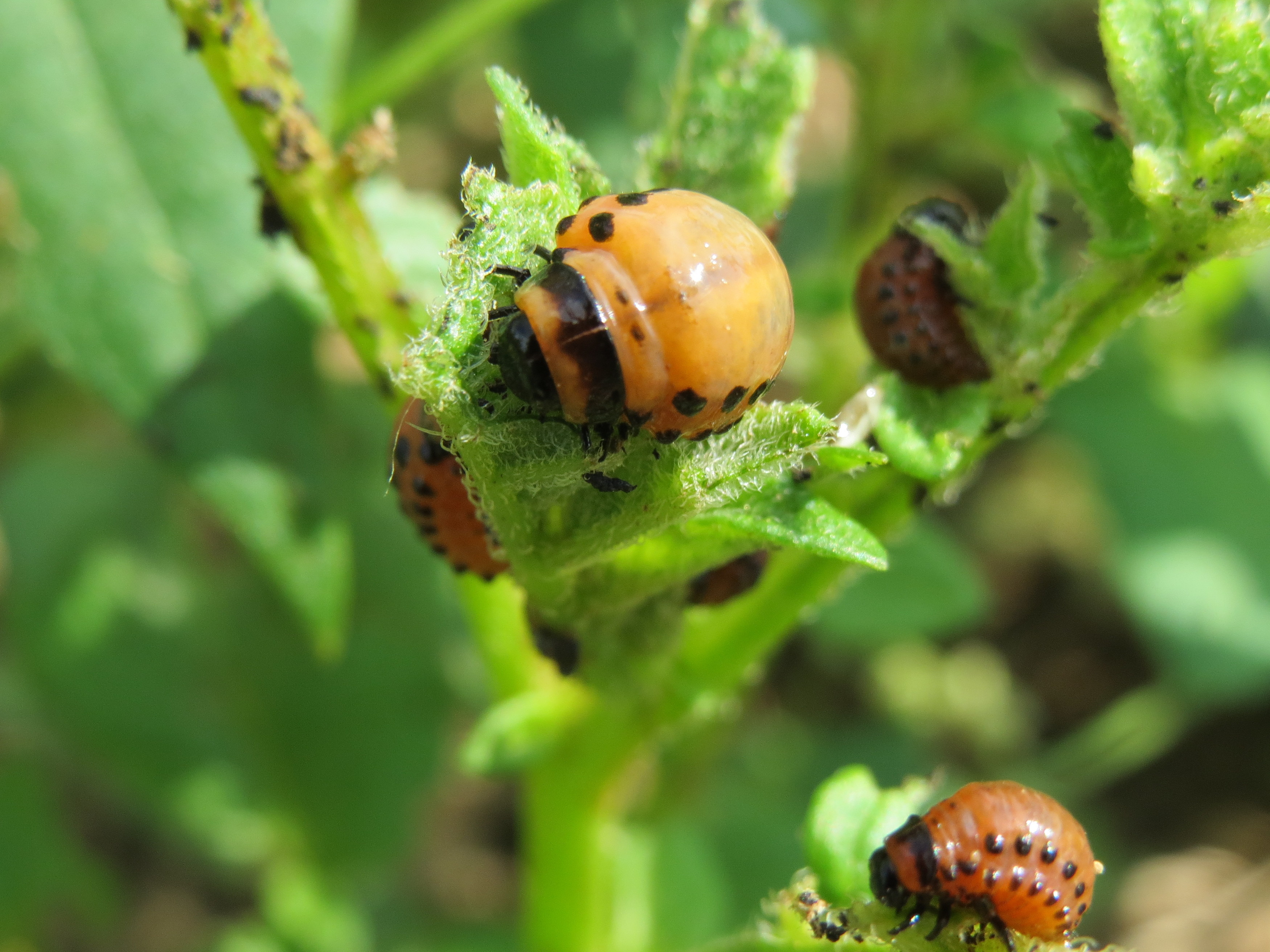
Oudere larven

### Ei

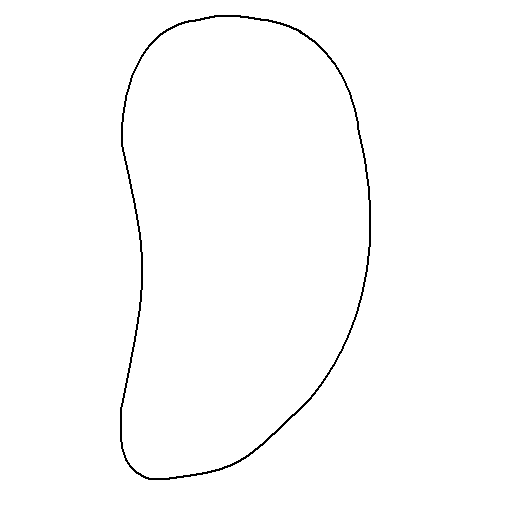
Schets van de gekromde ei-vorm

De eieren worden afgezet vanaf de maand juni, en alleen als de temperatuur boven de 17 °C is. Coloradokevers leggen gedurende twee tot drie weken hun eitjes op de onderkant van de bladeren van de aardappelplant. De eitjes hebben een oranjegele kleur en zijn klein, ongeveer 1,7 tot 1,8 millimeter lang en 0,8 millimeter breed. Een vrouwtje kan 300 tot 800 eieren produceren die in groepjes worden gelegd, ongeveer 12 tot 25 eieren per legsel.
De eieren van elk legsel worden in een gerangschikte structuur afgezet en worden met de punt aan het blad gekleefd. De eieren van de meeste insecten zijn tweezijdig symmetrisch, maar de eieren van de coloradokever hebben een gekromde, nierachtige vorm; ze zijn aan beide uiteinden afgerond waarbij de ene zijde korter is dan de andere. Als de eitjes volledig zijn ontwikkeld kleuren ze donkerder. De eitjes van een legsel ontwikkelen zich onder dezelfde omstandigheden en komen vrijwel tegelijkertijd uit.

### Larve

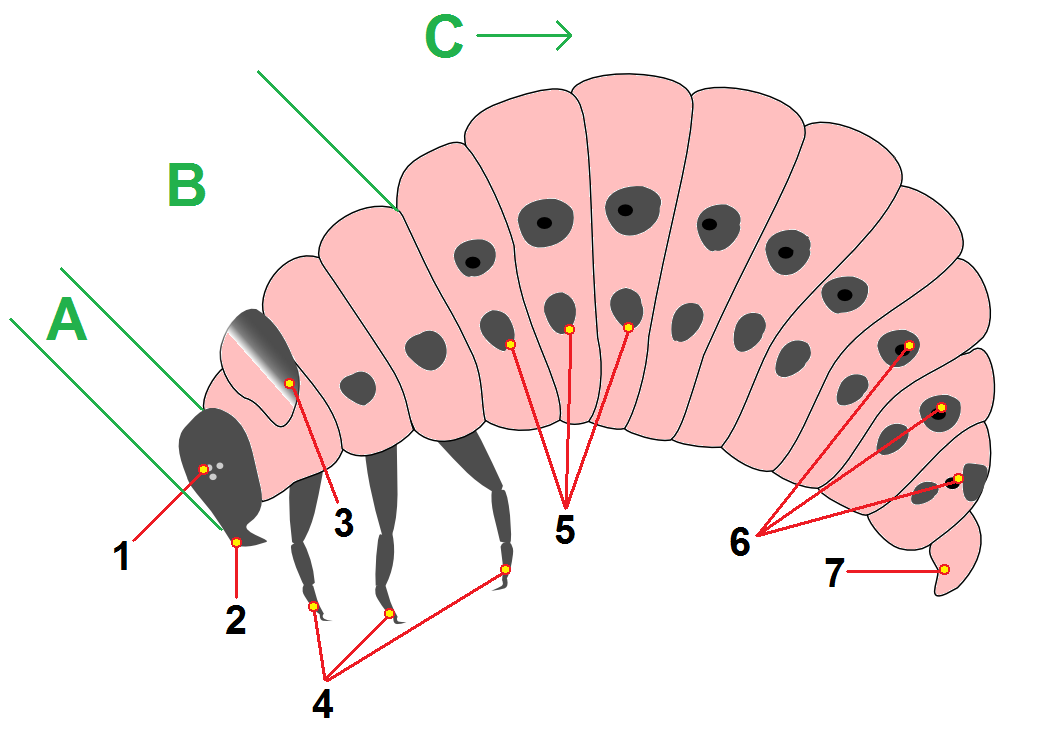
Lichaamsdelen van een larve:

Afhankelijk van de temperatuur komen de larven na 5 tot 21 dagen uit. De jonge, grijsachtige larven eten eerst de resten van de eischaal op en verkleuren na enkele dagen naar lichtrood, wat later overgaat in donkerrood. Omdat de kevers zich niet gesynchroniseerd voortplanten kunnen de verschillende larvenstadia aan het eind van de zomer door elkaar worden aangetroffen.
De larve heeft net als de volwassen kever een in drieën verdeeld lichaam waarbij het borststuk duidelijk in drie segmenten is verdeeld en het achterlijf negen segmenten telt. De kop van de larve is zwart en heeft kleine antennes die nauwelijks met het blote oog zichtbaar zijn. Achter de antennes zijn de ocelli gelegen; dit zijn enkelvoudige oogjes die geen scherp beeld kunnen vormen maar alleen grove lichtverschuivingen waarnemen. De kaken of mandibels van de larve hebben vijf tandachtige uitsteeksels om het voedsel te vermalen. De vleugelaanzet op de prothorax vlak achter de kop is rood aan de basis en zwart aan de achterzijde. De larven hebben drie paar borstpoten die elk bestaan uit drie segmenten. Aan het uiteinde van iedere poot is een klein klauwtje aanwezig. Het lichaam van de larven is bol en sterk gebocheld. Het achterlijf heeft een duidelijke verdikking aan de bovenzijde. Aan de achterzijde van het lichaam is een pseudopoot aanwezig, deze wordt de naschuiver genoemd.
Op het achterste deel van het borststuk en het achterlijf zijn aan elke kant van het lichaam twee rijen zwarte vlekjes gelegen. De onderste rij vlekken begint op de mesothorax en loopt door tot en met het laatste achterlijfssegment; op elk segment een. De vlekken van de bovenste rij komen alleen voor op de achterlijfssegmenten; eveneens op ieder segment een. Deze vlekken zijn groter dan die van de onderste rij en zijn gelegen rond een ademhalingsopening of stigma, op het achterste lichaamssegment na. Hier is het stigma tussen de vlekken van de bovenste en de onderste rij gepositioneerd.
De larve vervelt in de drie tot vijf weken van zijn bestaan drie keer. Ieder opvolgend larvenstadium wordt een instar genoemd. Er zijn dus vier larvale stadia en steeds ziet de larve er iets anders uit. Na iedere vervelling is de larve groter en na de laatste vervelling verkleurt de larve naar oranjerood. Een volgroeide larve wordt maximaal 15 millimeter lang. Als de verpopping nabij is laat de larve zich op de bodem vallen en graaft zich enkele centimeters de grond in.

### Pop en adult

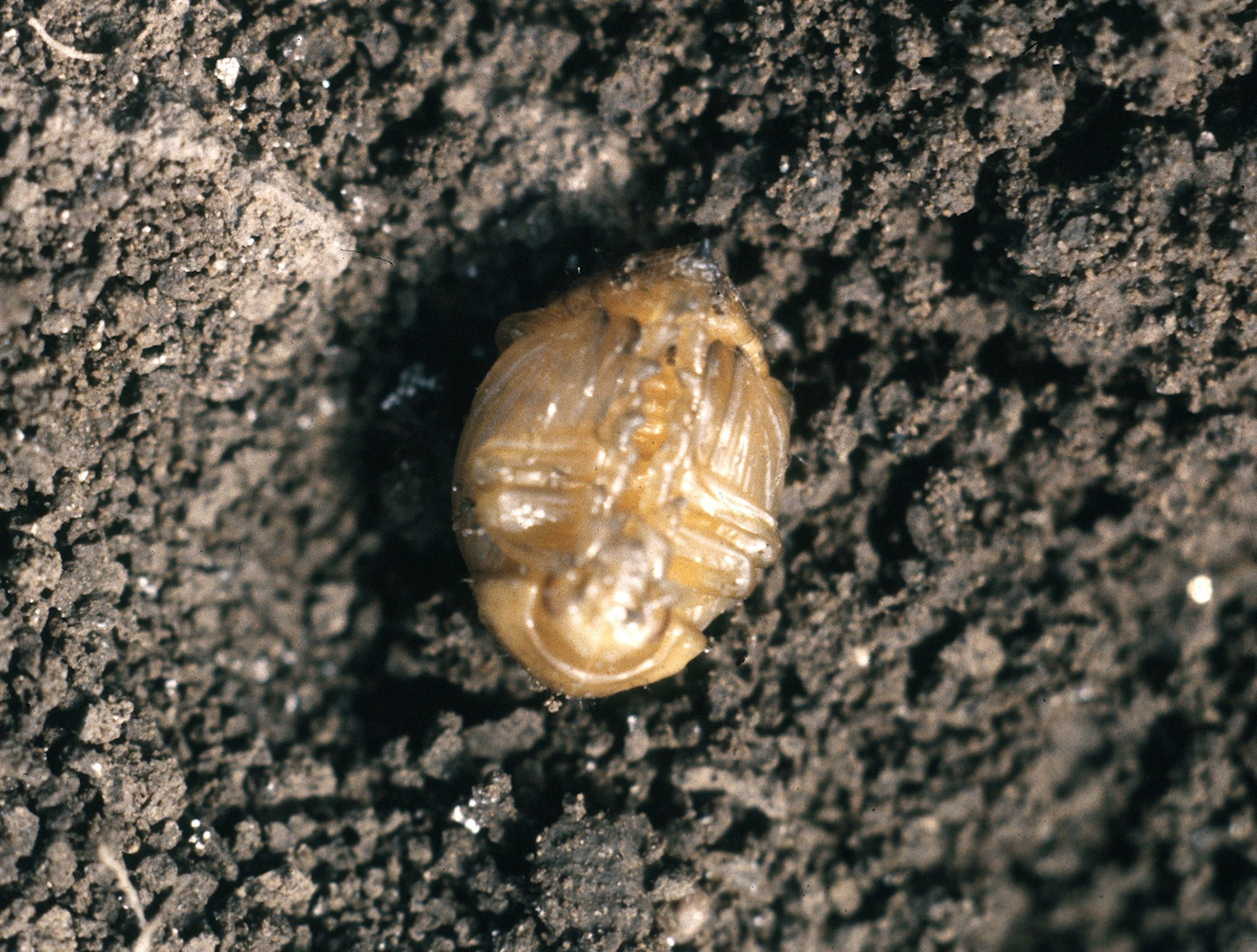
Pop van de coloradokever

De pop is oranjegeel tot rood van kleur, het halsschild is voorzien van vele kleine haartjes (setae), de rest van het borststuk is nauwelijks behaard. Op het achterlijf zijn aan weerszijden van de bovenkant bultenrijen aanwezig die sterk behaard zijn. Onder normale omstandigheden kruipt de volwassen kever uit de pop na ongeveer zes dagen, bij koudere omstandigheden na twee weken.
De coloradokever brengt de winter ondergronds door; dit wordt wel de diapauze genoemd. Als de transformatie vlak voor het invallen van de winter plaatsvindt overwintert de kever in de poppenwieg, het kamertje waarin de verpopping plaatsvindt. De kevers bevriezen en sterven als de temperatuur bovengronds beneden de −7 °C komt. De larven kunnen koude winters echter overleven door tot 50 cm diep in de grond te kruipen.
In koude landen zoals Groot-Brittannië komt de coloradokever als gevolg van bevriezing slechts sporadisch voor en kan geen plaag vormen. Als ze uit de derde generatie van een jaar komen leven ze daar doorgaans slechts enkele weken. In koele landen als Nederland en België overleven veel kevers de winters als deze zacht zijn. In warme streken overleeft het gros van kevers van alle generaties de winter en er zijn waarnemingen bekend van exemplaren die ook een tweede winter en soms zelfs een derde overleven.

## Voedsel

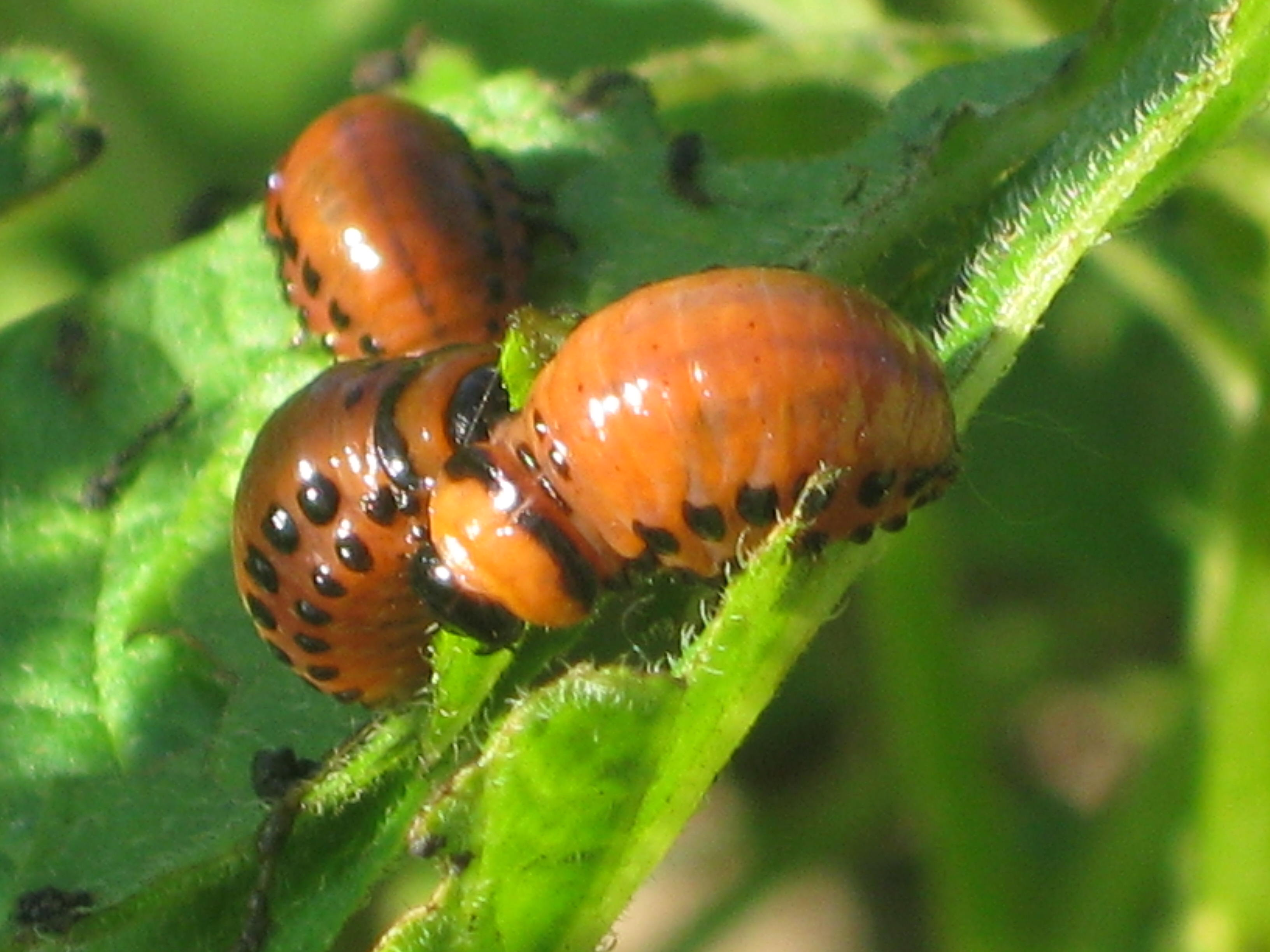
Larven eten bladeren van de aardappelplant.

De coloradokever voedt zich uitsluitend met bladeren en bloemen van planten uit de nachtschadefamilie. Een dergelijke voorkeur voor een bepaalde groep van voedselplanten wordt oligofagie genoemd. Van de larven is bekend dat ze soms niet genoeg hebben aan bladeren en bloemen, en knagen aan bladstelen of zelfs aan houtige stengels.
De coloradokever leefde oorspronkelijk op de stekelnachtschade (Solanum rostratum) en in mindere mate op bitterzoet (Solanum dulcamara), Solanum carolinense, Solanum sarrachoides, Solanum elaegnifolium, Solanum dimidiatum en bilzekruid (Hyoscyamus niger). Toen de mens aardappelen ging telen in het natuurlijke verspreidingsgebied van de coloradokever, maakte de kever de overgang van de stekelnachtschade als belangrijkste waardplant naar de aardappel. De kever eet ook bladeren en bloemen van andere nachtschade-achtigen die commercieel worden geteeld, zoals tomaat (Solanum lycopersicum), aubergine (Solanum melongena), en soms ook die van pepers (Capsicum annuum) en tabak (Nicotiana tabacum).

## Vijanden en verdediging

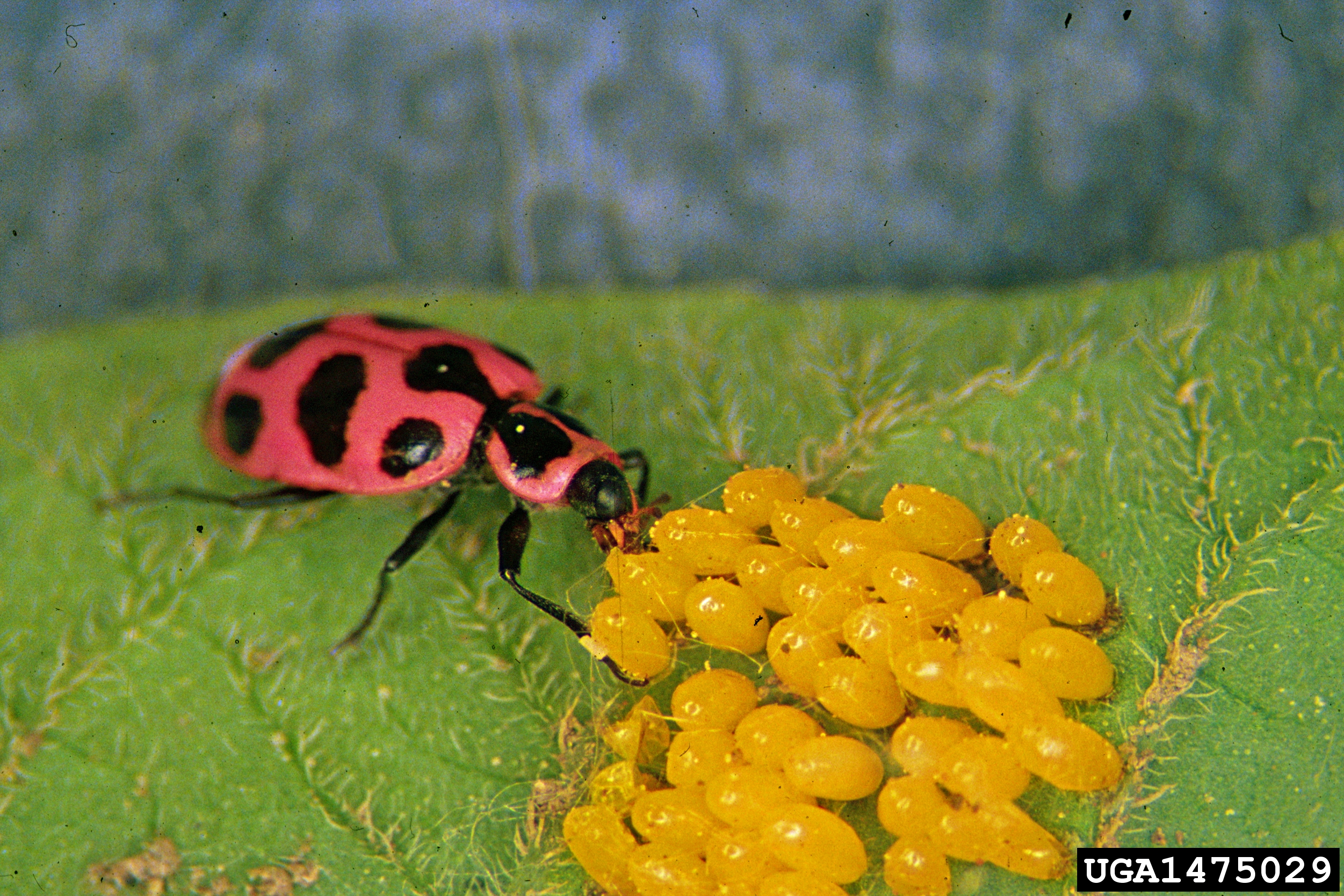
Het lieveheersbeestje Coleomegilla maculata eet van de eieren van de coloradokever.

De coloradokever heeft alleen in zijn oorspronkelijk verspreidingsgebied natuurlijke vijanden; in de nieuw gekoloniseerde gebieden leven geen predators die bestand zijn tegen het gif van de kever en zijn larven. Tot de natuurlijke vijanden behoren vogels, spinnen, hooiwagens en meer dan dertig verschillende insecten. Voorbeelden van insecten die de kever of zijn larven aanvallen zijn loopkevers, weekschildkevers, wespen, wantsen en vliegen.
De meeste van deze insecten zijn generalisten die ook vele andere soorten eten. Er zijn echter ook insecten die specifiek de coloradokever aantasten. Voorbeelden daarvan zijn de roofwants Perillus bioculatus die de kever en de larven met zijn naaldvormige zuigsnuit leegzuigt en de loopkever Lebia grandis die voornamelijk jaagt op eieren en larven van de coloradokever. Ook de larven van deze loopkever jagen op de coloradokever.
De eieren van de coloradokever zijn niet giftig en worden gegeten door verschillende dieren, waaronder roofmijten en lieveheersbeestjes. Een aparte soort bedreiging vormt de sluipwesp Horismenus puttleri die de eieren van de coloradokever aantast door er zelf een ei in af te zetten. Deze sluipwesp is in staat om het grootste deel van de eieren van coloradokevers te vernietigen. Ook de sluipvliegen Myiopharus doryphorae en Myiopharus aberrans zetten eieren af in de larven van de coloradokever.
Een andere vijand is de schimmel Beauveria bassiana. Deze tast de kever aan door het lichaam binnen te dringen en uiteindelijk het dier te doden. Vervolgens wordt de buitenzijde van het dode lichaam bedekt met een laagje sporenvormende lichaampjes die weer andere insecten besmetten. De kever wordt ook bezocht door parasieten als de mijt Chrysomelobia labidomerae. Deze mijt vestigt zich onder de dekschilden en zuigt de lichaamssappen van de kever op.

### Verdediging
De coloradokever kent geen vormen van actieve verdediging, afgezien van het opbraken van voedsel of het uitscheiden van fecaliën. Die zijn giftig omdat de bladeren van nachtschade-achtigen die het insect eet, zeer giftige glycoalkaloïden bevatten.
De volwassen kever en de larven kennen wel vormen van passieve verdediging. Volwassen kevers laten zich met ingetrokken pootjes naar beneden vallen als de planten waarop ze verblijven worden aangeraakt. De felrode kleur van de larven houdt vijanden op afstand; dit verschijnsel wordt aposematische kleuring genoemd. Zowel de volwassen kever als de larve zijn giftig. Het gif uit het voedsel dat ze eten wordt niet opgenomen: van zowel de kever als de larve is bekend dat ze alle glycoalkaloïden die ze binnenkrijgen weer uitscheiden. Hun bloedvloeistof of hemolymfe is giftig door de aanmaak van de giftige stof leptinotarsine. De officiële naam is β-leptinotarsine-d. De toevoeging 'd' verwijst naar de soortnaam decemlineata.

## Relatie met de mens
De coloradokever vormt een bedreiging voor de teelt van nachtschadeachtigen. De volwassen kevers knagen alleen stukjes uit de bladrand, maar de vraatzuchtige larven eten het blad geheel op. Bij de aangevreten planten komen chemische signaalstoffen vrij die de plant stimuleren om nieuwe bladeren aan te maken. Soms vindt zelfs een vorm van overcompensatie plaats waarbij er veel meer extra bladeren worden gevormd dan er worden opgegeten.
De larven van de coloradokever kunnen echter zo massaal voorkomen dat ze in korte tijd hele velden vrijwel kaalvreten waardoor het reparatiemechanisme van de planten tekortschiet. Veel planten hebben dan te weinig bladoppervlak om met behulp van fotosynthese voldoende voedingsstoffen aan te maken. Het gevolg hiervan is dat knollen (bijvoorbeeld de aardappel) of vruchten (zoals de tomaat) onvolgroeid blijven of zelfs geheel niet tot ontwikkeling komen waardoor de oogst als verloren moet worden beschouwd.
De combinatie van de expansiedrang en vraatzucht van de coloradokever met zijn voorkeur voor aardappelvelden heeft ertoe geleid dat het insect fel bestreden wordt. Maar deze eigenschappen maakten de kever ook een potentieel middel voor biologische oorlogvoering.

### Internationale samenwerking
Er bestaan vele nationale en internationale organisaties die gericht zijn op bestudering van de coloradokever en bestrijding van het insect. In Europa zijn daartoe twee initiatieven genomen.
In 1936 is in Brussel de eerste internationale conferentie gehouden voor een gemeenschappelijke strijd tegen de coloradokever. Deelnemende landen waren Duitsland, België, Frankrijk, Italië, Luxemburg, Marokko, Nederland, Polen, Zweden, Zwitserland, Tsjecho-Slowakije en het Verenigd Koninkrijk.
In 1951 is de European and Mediterranean Plant Protection Organization (EPPO) opgezet met als doel insectenplagen in te dammen. In de EPPO-statuten is de Coloradokever geplaatst bovenaan de lijst van de vijf onderwerpen die door de organisatie moesten worden behandeld. In 2018 is de EPPO nog steeds actief met 51 lidstaten. Daartoe behoren nagenoeg alle Europese landen evenals vrijwel alle niet-Europese mediterrane landen.

### Bestrijding

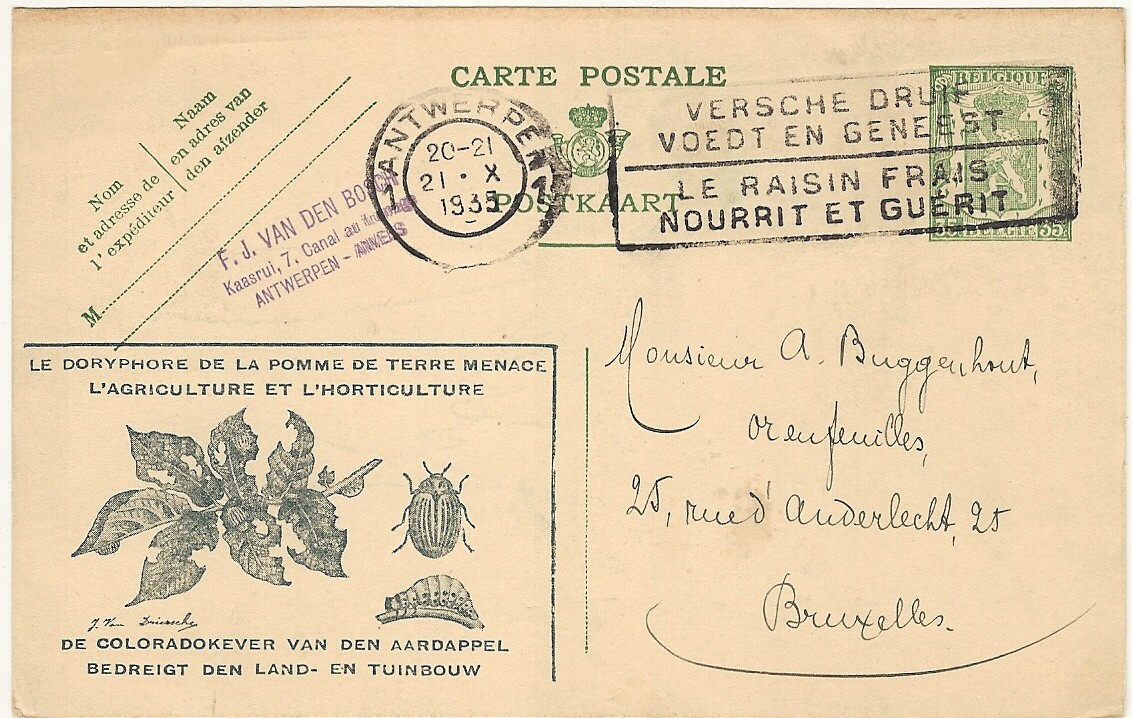
Postkaart uit België met een waarschuwing voor de kever (1935)

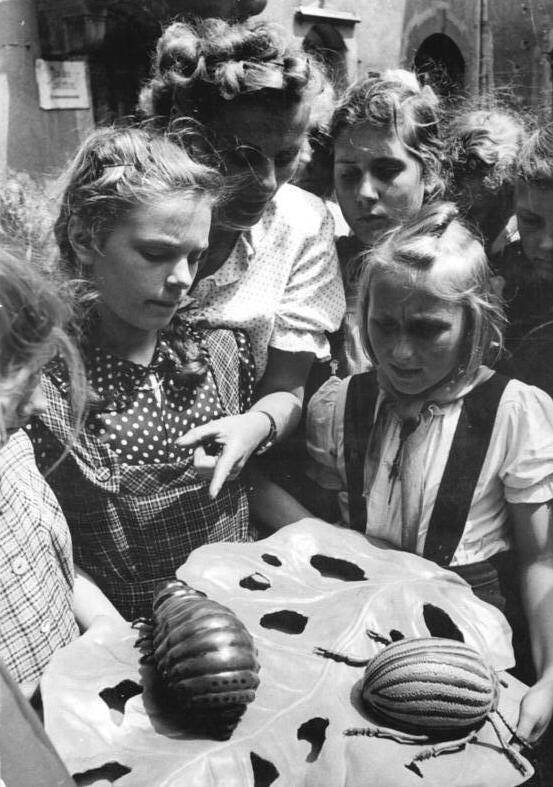
Kinderen die de kevers en larven gaan rapen krijgen uitleg hoe ze eruitzien (Oost-Duitsland, 1951)

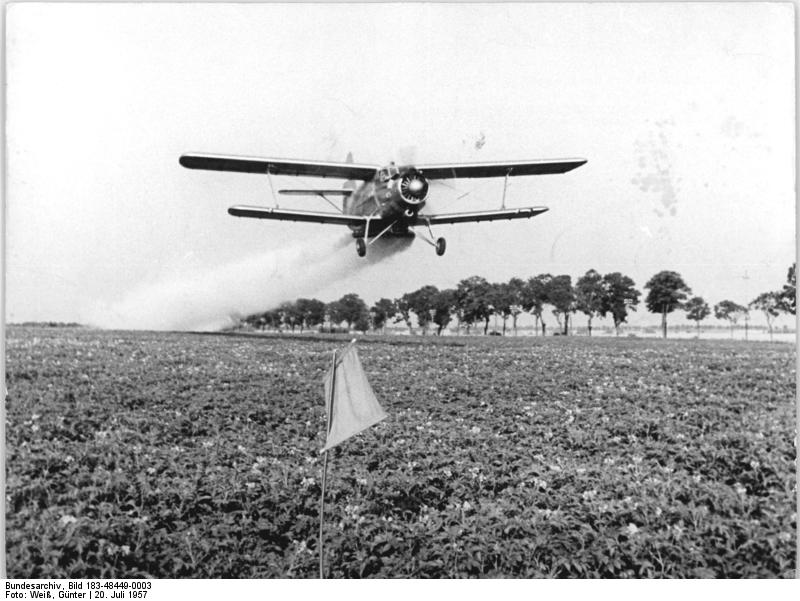
Met behulp van een vliegtuig kon in één uur 20 hectare bespoten worden. (Oost-Duitsland, 1957)

Om de oogst van aardappels, tomaten en aubergines te beschermen wordt de coloradokever met allerlei middelen bestreden. De kever werd aanvankelijk aangevallen met zeer giftige bestrijdingsmiddelen, zoals loodwaterstofarsenaat (PbHAsO4). De Nederlandse regering deelde in de jaren dertig 300 ton van deze stof uit aan agrariërs. Later werd het eveneens giftige calciumarsenaat gebruikt en nog later werd DDT toegepast; deze middelen mogen tegenwoordig niet meer worden verkocht. In de VS werd ook het giftige Veronesegroen (koperacetoarseniet) gebruikt. De coloradokever heeft tegen de meeste van deze insecticiden resistentie ontwikkeld. Naast insecticiden werd er ook geëxperimenteerd met andere stoffen om van de kevers af te komen, zoals water, zeep, chloorkalk en carbolzuur.
Verschillende Europese landen hebben grote aantallen kinderen en werklozen ingezet om coloradokevers van de aardappelvelden te rapen. Coloradokevers spoelden in Nederland soms in grote hoeveelheden aan op het strand. Ze werden door soldaten van de Nederlandse krijgsmacht met vlammenwerpers verbrand.
Verder is geprobeerd om vijanden en parasieten vanuit het oorspronkelijke verspreidingsgebied van de kever te introduceren binnen Europa, maar dit heeft weinig resultaat gehad. Daarnaast zijn vergeefse pogingen gedaan om dieren in te zetten om de kevers op te eten, zoals eenden, ganzen, kalkoenen en kippen.
Als gevolg van intensieve bestrijding met steeds nieuwe insecticiden komt de coloradokever sinds midden 20e eeuw in West-Europa niet meer op grote schaal voor. In België en Nederland wordt het insect in de 21e eeuw vrijwel alleen nog aangetroffen in verwaarloosde moestuinen en braakliggende velden waar aardappelplanten groeien. Ze leven daar vaak op alleenstaande planten. De kever is echter nog niet mondiaal bedwongen. Met name in Noord-Amerika, Rusland en Oost-Europa is de kever de grootste plaag in de aardappelteelt. Een definitief bestrijdingsmiddel is nog steeds niet gevonden omdat de kever steeds resistentie ontwikkelt tegen de chemicaliën die hem een tijdlang onder controle houden.
In de 21e eeuw worden nog steeds chemische bestrijdingsmiddelen gebruikt, zij het met minder schadelijke stoffen dan voorheen. Spinosad is effectief tegen de larven van de kever, maar dit middel is zeer giftig voor bijen en mag niet gebruikt worden als de te beschermen planten (of het omringende onkruid) in bloei staan. Ook is het schadelijk voor waterorganismen en kan beter niet gebruikt worden aan de rand van oppervlaktewateren. Daarnaast wordt acetamiprid ingezet; dit middel is ook werkzaam tegen andere plantenetende insecten en bevat neonicotinoïden.
Onderzoekers van het 'Max-Planck-Institut für chemische Ökologie' in Jena en het 'Max-Planck-Institut für Molekulare Pflanzenphysiologie' in Potsdam verrichten onderzoek naar de mogelijkheid om de bladeren van de aardappelplant door middel van genetische modificatie giftig te maken voor coloradokevers. De proeven zijn veelbelovend: nadat larven vijf dagen van gemodificeerde bladeren hadden gegeten was de mortaliteit 100 procent. Alleen de bladeren van de plant worden giftig en het gif werkt alleen op coloradokevers. De onderzoekers denken dat het nog tot 2023 of 2024 zal duren voordat de methode op aardappelvelden kan worden toegepast.

### Instrument in oorlog

#### Biologische oorlogvoering
Uit documenten, die de Duitse bezetters in Frankrijk in handen kregen, trok een onderzoeksteam de conclusie dat de geallieerden zich voorbereidden op biologische oorlogsvoering. De legerleiding zette een organisatie op die Duitsland weerbaar moest maken tegen die dreiging. Een spion meldde in april 1942 dat in Engeland een Amerikaanse B-24 Liberator was geland met een lading van onder meer 15.000 coloradokevers. Dit was aanleiding om de kever te betrekken in de weerbaarheidsstudies. Al snel verschoof de focus daarbij van verdediging naar aanval.
Doelwit was de oostkust van Engeland, waarvan werd aangenomen dat daar ongeveer 400.000 hectare aan aardappelvelden lag. De schatting was dat 20 tot 40 miljoen kevers nodig zouden zijn, en deze hoeveelheden konden naar verwachting medio 1944 ter beschikking staan van het leger. In oktober 1943 werden proeven gedaan met ongeveer 40.000 levende coloradokevers, die gedropt werden boven velden bij Speyer. Hoewel de resultaten dubieus waren, werden de voorbereidingen doorgezet en in juni 1944 ging de melding naar de hoogste legerleiding dat "de inzet (van de coloradokever) op elk gewenst moment mogelijk is". Eind 1944 werd het laboratorium in Kruft waar de kevers werden gekweekt, door de geallieerden gebombardeerd. Wat er met de kevers is gebeurd is onbekend. Ondanks geruchten van het tegendeel lijkt de coloradokever in de Tweede Wereldoorlog niet te zijn ingezet als wapen.

#### Propagandaoorlog
Rond 1950 bereikte de coloradokever Oost-Duitsland. Het snel in aantal toenemende insect werd door de Russen gebruikt in de communistische propaganda. Zij beschuldigden West-Duitsland ervan in opdracht van de Amerikaanse CIA coloradokevers door middel van vliegtuigen af te gooien boven Russisch gebied. Aan de burgers werd verteld dat de kevers kleiner zijn dan de atoombom ... maar ze zijn ook een wapen van de VS-imperialisten in de strijd tegen de vredelievende arbeiders en boeren van Oost Duitsland. De Amerikanen ontkenden hun betrokkenheid en lieten bij wijze van grap door de West-Duitsers briefkaarten met een afbeelding van de kever boven Oost-Duitsland uitstrooien. Hierop was ook een propagandatekst aangebracht met de letter "F" van Freiheit, wat 'vrijheid' betekent.

### Filatelie
In Europa hebben verschillende regeringen in de jaren na 1950 getracht het grote publiek te mobiliseren om de kever te bestrijden. Postkaarten en postzegels werden uitgebracht met afbeeldingen van de kever om het publiek te informeren en te mobiliseren. Zo heeft Roemenië in 1956 een reeks van vier zegels uitgegeven waarin de aandacht wordt gevestigd op een campagne tegen insectenplagen. De kever siert ook een postzegel die in 1967 in Oostenrijk werd uitgegeven ter gelegenheid van een internationaal congres over gewasbescherming.
De kever is verder te zien op postzegels uitgegeven in Benin, Tanzania, de Verenigde Arabische Emiraten en Mozambique.

### In taal
Tijdens de Tweede Wereldoorlog kregen Duitse soldaten in Frankrijk de scheldnaam "doryphore", Frans voor coloradokever. Ze kregen deze bijnaam in 1941, het jaar waarin de bezetter een groot deel van de aardappeloogst vorderde om zijn soldaten te voeden. Schoolkinderen die verantwoordelijk waren voor het verzamelen van kevers in de aardappelvelden scandeerden de dubbelzinnige slogan: "Dood aan de coloradokevers!" Na de oorlog werden met deze term in Frankrijk toeristen of mensen uit andere plaatsen aangeduid.
Het woord coloradokever behoort tot het repertoire aan krachttermen en scheldwoorden van kapitein Haddock, een van de belangrijkste personages in de stripverhalen van Kuifje van Hergé. Haddock gebruikte in de oorspronkelijke versie van De krab met de gulden scharen, die in 1941 uitkwam, de termen nikker en anthraciet. Toen Hergé racisme werd verweten, liet hij Haddock in latere versies sukkel en coloradokever zeggen.
In het Engels wordt de term "doryphore" soms gebruikt om te verwijzen naar een pedante en irritant aanhoudende criticus, iemand die in het Nederlands als "muggenzifter" zou worden aangeduid. Het woord werd in het Engels geïntroduceerd door de schrijver Harold Nicolson in een artikel in de Spectator in augustus 1952.
Tijdens de onrust in Oekraïne in 2014 werd "kolorady", het Oekraïense woord voor coloradokever (жук колорадський), gebruikt als scheldwoord voor pro-Russische separatisten in Oost-Oekraïne. De spotnaam duidt op de zwarte en oranje strepen van de zogenaamde St. George-linten die gedragen werden door veel separatisten.